# André de Longjumeau
André de Longjumeau fue un misionero dominico francés, uno de los diplomáticos occidentales más activos en el Oriente en el siglo XIII. Dirigió dos embajadas ante el Imperio mongol: en las primeras llevaba cartas del Papa Inocencio IV y en la segunda regalos y cartas de Luis IX de Francia para Güyük Khan. Buen conocedor de Oriente Medio, hablaba árabe y caldeano (se cree que sería siríaco o persa).

## Misión a por la santa corona de espinas

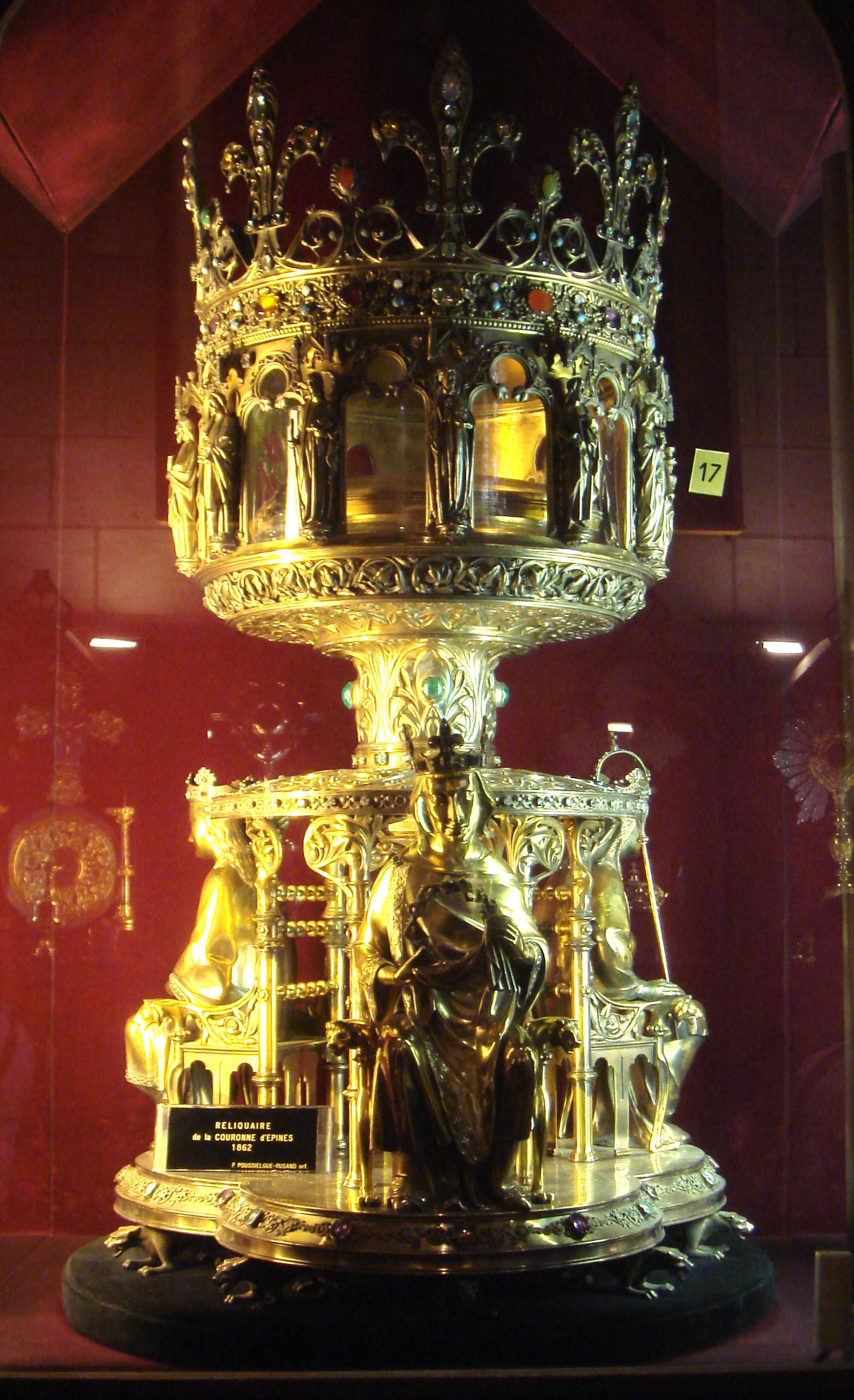
André fue a Constantinopla para obtener la corona de espinas comprada por Luis IX de Francia a Balduino II de Constantinopla. Se conserva hoy en un relicario del siglo XIX, en Notre Dame de París.

La primera misión de André a Oriente fue cuando el rey Luis IX de Francia le preguntó si iría a buscar la corona de espinas que le había vendido en 1238 el rey cristiano Balduino II de Constantinopla, que estaba ansioso por obtener apoyo para su imperio tambaleante. André iba acompañado en esa misión por el hermano Jacques.

## Misión papal ante los mongoles (1245-47)
André de Longjumeau llevó una de las cuatro misiones enviadas a los mongoles por el Papa Inocencio IV. Partió de Lyon en la primavera de 1245 para el Levante. Visitó los principados musulmanes en Siria y a representantes de las iglesias nestoriana y jacobita en Persia; por último, entregó la correspondencia del Papa a un general mongol cerca de Tabriz. En Tabriz, André de Longjumeau se reunió con un monje del Lejano Oriente, llamado Simeon Rabban Ata, que había sido puesto por el Khan a cargo de la de la protección de los cristianos en el Oriente Medio.

## Segunda misión ante los mongoles (1249-51)
En el campamento mongol cerca de Kars (hoy Turquía) André se había reunido con un cierto David, que en diciembre de 1248 se presentó en la corte del rey Luis IX de Francia en Chipre. André, que estaba entonces con San Luis, interpretó el mensaje de David al rey, una oferta, real o pretendida, de alianza con el general mongol Eljigidei, y una propuesta de realizar un ataque conjunto a la islámica Siria.
En respuesta a esto, el soberano francés envió a André como su embajador ante Güyük Khan; con Longjumeau iba su hermano William (también dominico) y varios otros —Jean Goderiche, Jean de Carcassonne, Herbert Le Sommelier, Gerbert de Sens, Robert (un clérigo), un tal William, y un clérigo no identificado de Poissy.
La comitiva partió el 27 de enero de 1249, con cartas del rey Luis y el legado papal y ricos presentes, incluyendo una tienda-capilla, forrada con tela de color escarlata y bordados con imágenes sagradas. Desde Chipre se fueron hasta el puerto de Antioquía, en Siria, y desde allí viajaron un año hasta llegar a la corte del Khan, haciendo diez leguas (55,56 km) por día. Su ruta los llevó a través de Persia, a lo largo de las orillas sur y este del mar Caspio y, ciertamente, a través de Talas, al noreste de Tashkent.
A su llegada a la suprema corte mongola —que estaba o bien a orillas del río Imyl, cerca del lago Alakol, en la actual frontera ruso-china en el macizo de Altái), o, más probablemente, en o cerca del mismo Karakorum, al suroeste del lago Baikal— André se encontró con que Güyük Khan había muerto, envenenado, como supuso el enviado, por agentes de Batu Kan. La madre-regente Oghul Qaimish (el Camus de Guillermo de Rubruck) parece haberlo recibido y despedido con regalos y una carta para Luis IX, el segundo un hermoso ejemplar de la insolencia de los mongoles. Pero lo cierto es que antes de que el fraile hubiese dejado Tartaria Möngke Khan, el sucesor de Güyük, ya había sido elegido.
El informe de André a su soberano, con quien se reunió en 1251 en Cesarea, en Palestina, parece haber sido una mezcla de historia y fábula; la segunda afecta a su narración del ascenso de los mongoles a la grandeza, y las luchas de su líder Genghis Khan con el Preste Juan; es todavía más evidente en la posición asignada a la tierra natal de los mongoles, cerca de la prisión de Gog y Magog. Por otro lado, el relato sobre las costumbres mongolas es bastante exacto, y sus declaraciones sobre la cristiandad mongola y su prosperidad, aunque tal vez exageradas (por ejemplo, en cuanto a las 800 capillas rodantes en la comunidad nómada), se basan en hechos.
Montículos de huesos marcaban sus caminos, testigos de las devastaciones que otros historiadores recogen en detalle. Encontró a prisioneros cristianos de Germania en el corazón de Tartaria (en Talas), y se vio obligado a observar la ceremonia de pasar entre dos fuegos, como portador de regalos al muerto Genghis Khan, regalos que fueron considerados por los mongoles, por supuesto, como prueba de su sumisión. Este comportamiento insultante, y el lenguaje de la carta con la que André reapareció, marcó la misión de un fracaso: el rey Luis, dice Jean de Joinville, «se repenti fort» (se arrepintió mucho).

## Muerte
André murió algún tiempo después de 1253, mientras estaba activo como misionero en Palestina. El misionero franciscano Guillaume de Roubrouck, en su obra sobre las costumbres asiáticas, declara que todo lo que había oído hablar a André sobre esos temas le fue referido a partir de sus observaciones personales.
Sólo se sabe de André a través de referencias de otros autores: véase, en particular, el Recueil de voyages Iv., de Guillaume de Roubrouck (París, 1839, pp 261, 265, 279, 296, 310, 353, 363, 370); Joinville, ed. Francisque Michel (1858, etc), pp 142, etc.; Jean Pierre Sarrasin, en el mismo volumen, pp 254-235; Guillaume de Nangis en Recueil des historiens des Gaules, xx. 359–367; Rémusat, Mémoires sur les relations politiques des princes chrétiens… avec les… Mongols (1822, etc.), p. 52.